# 天璣
天璣（γ UMa / 大熊座γ），英文名Phad或Phekda，是大熊座中北斗七星之一，排序第三。在阿拉伯文的原意是الفخذ الدب al-faxð ad-dubb，意为“熊的大腿”，亮度2.44等，距離地球60光年。它和太阳位于类似的进化阶段，但是比太阳更大、更热、更亮。
《晉書·天文志》稱“天璣”，而在術數之中，又稱為「祿存」，《五行大義》引《黃帝斗圖》「三名祿存，寅戌生人所屬」。混雜術數的《北斗七星延命經》「南無祿存星，是東方圓滿世界金色成就如來佛」。